# Kim Jee-woon
Dans ce nom coréen, le nom de famille, Kim, précède le nom personnel.
Kim Jee-woon (en coréen : 김지운), né le 6 juillet 1964 à Séoul, est un réalisateur, scénariste et directeur de la photographie sud-coréen.

## Biographie
D'abord intéressé par le théâtre, Kim Jee-woon commence sa carrière comme comédien et metteur en scène dans plusieurs pièces, parmi lesquelles Hot Sea et Movie Movie.
En 1997, il remporte successivement le concours du meilleur scénario pour Wonderful Seasons et le prix du meilleur scénario du magazine de cinéma coréen Ciné 21 pour The Quiet Family.
En 1998, il s'essaie au métier de réalisateur en portant à l'écran The Quiet Family (조용한 가족), constituant son premier long-métrage.

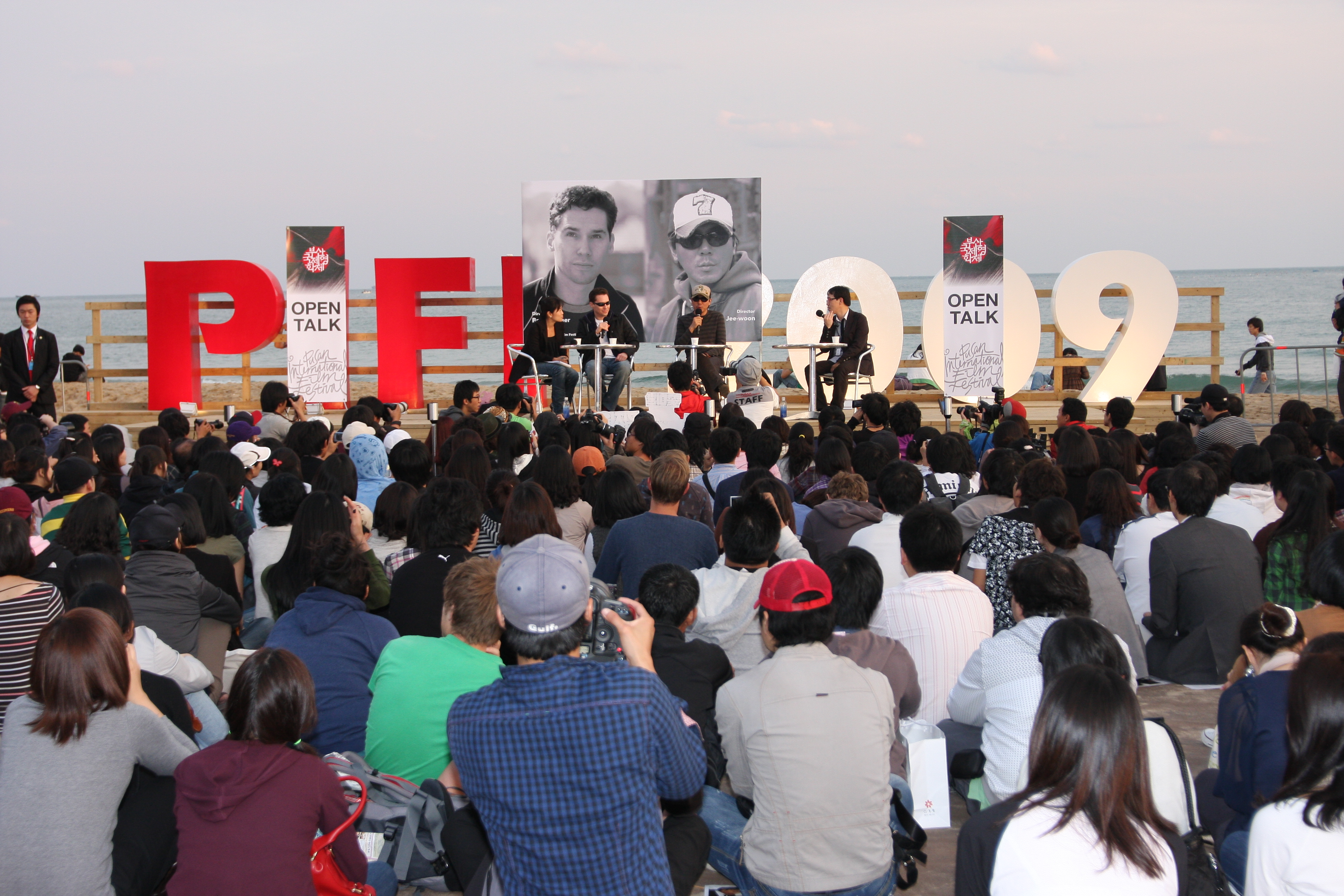
Kim Jee-woon à côté de Bryan Singer, en 2010.

Il est depuis considéré comme l'un des symboles du nouveau cinéma sud-coréen.
Il connaît, en outre, une parenthèse américaine en réalisant Le Dernier Rempart en 2013, film marquant le retour d'Arnold Schwarzenegger au cinéma.

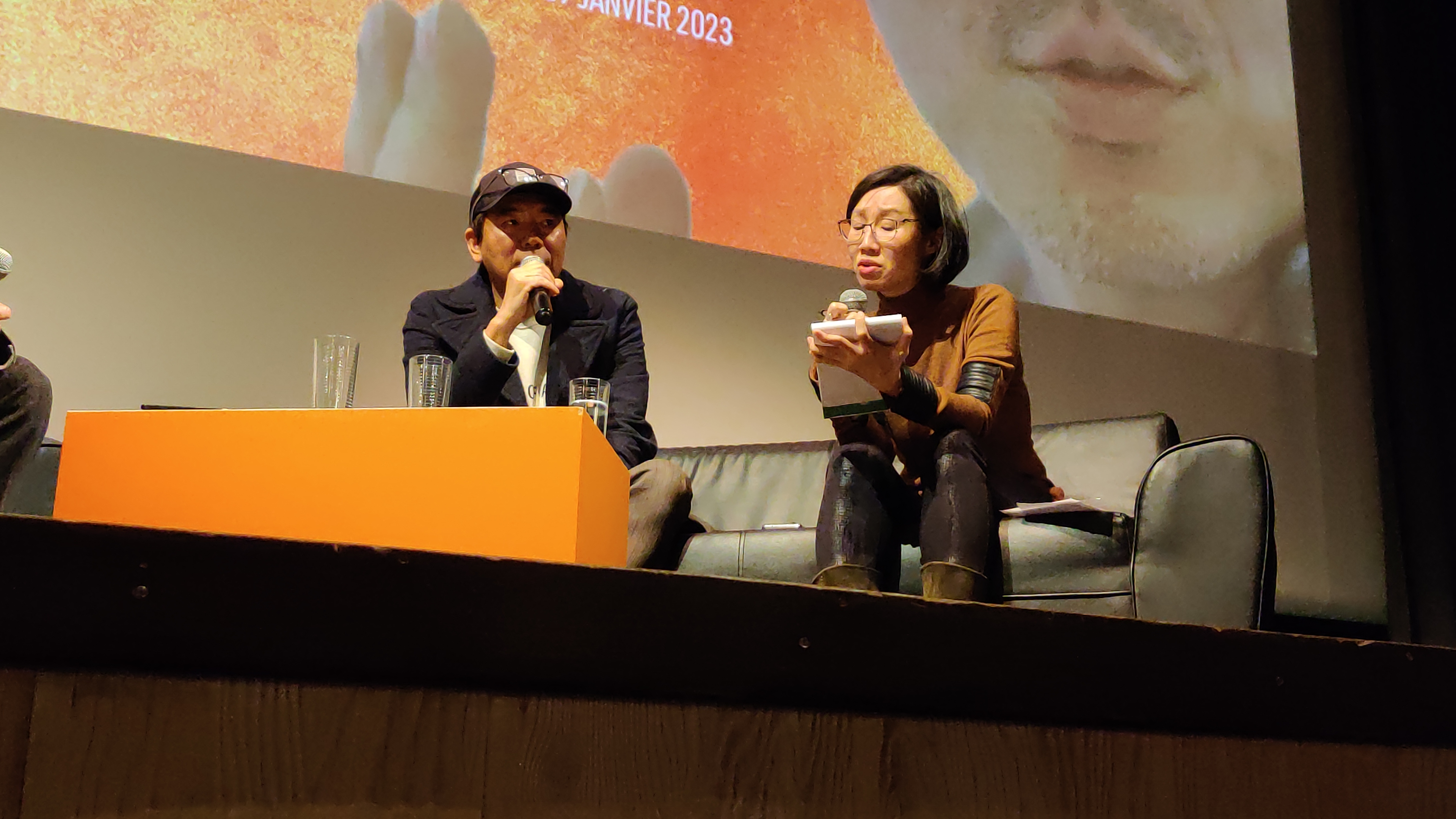
Kim Jee-woon en classe de maître lors du festival international du film fantastique de Gérardmer 2023.

En janvier 2023, il est l'un des deux invités d'honneur du festival international du film fantastique de Gérardmer 2023, durant lequel il assure une classe de maître.

## Filmographie

### Longs métrages
- 1998 : The Quiet Family (조용한 가족)
- 2000 : Foul King (반칙왕)
- 2003 : Deux Sœurs (장화, 홍련)
- 2005 : A Bittersweet Life (달콤한인생)
- 2008 : Le Bon, la Brute et le Cinglé (좋은 놈, 나쁜 놈, 이상한 놈)
- 2010 : J'ai rencontré le Diable (악마를 보았다)
- 2013 : Le Dernier Rempart (The Last Stand) (également directeur de la photographie)
- 2016 : The Age of Shadows (밀정)
- 2018 : Illang : La Brigade des loups (인랑)
- 2023 : Ça tourne à Séoul ! (거미집)

### Courts métrages
- 2001 : Coming Out (커밍 아웃)
- 2002 : Trois Histoires de l'au-delà (三更) — segment Souvenirs
- 2011 : 60 Seconds of Solitude in Year Zero (un segment d'une minute de ce film collectif)
- 2012 : Doomsday Book (인류멸망보고서) - segment Heavenly Creature (autres segments réalisés par Lim Pil-seong)
- 2013 : The X (더 엑스)